# Sonja von Behrens
Sonja von Behrens (* 1966 in Minden) ist eine deutsche Historikerin, Schriftstellerin und Regisseurin. Sie lebt in Hamburg.

## Leben
Von Behrens, geboren 1966 in der ostwestfälischen Stadt Minden, arbeitete als Kinderkrankenschwester. Anschließend studierte sie Geschichtswissenschaften, Medienkultur und Neuere Deutsche Literatur an der Universität in Hamburg und in Birmingham. Ihre Magisterarbeit hat sie im Jahr 2000 zum Thema „DPs im Amt Windheim zu Lahde“ geschrieben.
Seit dem Jahr 1998 arbeitet sie als freie Mitarbeiterin an zeitgeschichtlichen Dokumentationen und ist sie als freie Fernsehautorin für den WDR und den NDR tätig. Von Behrens lebt in Hamburg.

## Werke
Von Behrens ist bekannt geworden mit ihrer Beschäftigung mit der Zeit der Polendörfer in der Region des Amt Windheim im heutigen Kreis Minden-Lübbecke. Sie schrieb ihre Masterarbeit unter dem Titel „DPs im Amt Windheim zu Lahde“, die sie 2000 der Hamburger Universität vorlegte und 2004 als Buch unter dem geänderten Titel „Zeit der Polendörfer“ herausgab.
- Sonja von Behrens: Zeit der „Polendörfer“. Displaced persons und ihre Wahrnehmung durch die deutsche Bevölkerung am Beispiel des Amtes Windheim zu Lahde (Kreis Minden) 1945–1949. In: Historisches Jahrbuch Petershagen. 2004, ISBN 3-7526-7235-8.

## Filmografie
- Geheimakte Honecker D, 2014 (Drehbuch)
- Stammheim – Die RAF vor Gericht D, 2017 (Drehbuch)
- Königliche Hochzeiten D, 2018 (Drehbuch)
- Dieter Hallervorden – Eine deutsche Legende D, 2020 (Regie)
- Die zwei Leben des Willy Brandt D, 2020 (Drehbuch)
- Lange Liebe. Von der Kunst des Zusammenbleibens. D, 2021 (Drehbuch)
- Mythos Amalfiküste D, 2022 (Regie)